# Biskupi Kinszasy
Biskupi Kinszasy – administratorzy, biskupi diecezjalni i biskupi pomocniczy (od 1886) misji „sui iuris”, (od 1919) wikariatu apostolskiego, a od 1959 archidiecezji (Léopoldville do 1966) Kinszasy.

## Biskupi

### Biskupi diecezjalni
| Lata urzędowania | Biskup | Biskup                               | Uwagi |
| ---------------- | ------ | ------------------------------------ | --- |
|                  |        | François Camille Van Ronslé CICM     | wikariusz misji „sui iuris” w latach 1896–1919, następnie wikariusz apostolski Léopoldville w latach 1919–1926 |
|                  |        | Noël de Cleene CICM                  | wikariusz Léopoldville w latach 1926–1932                                                                      |
|                  |        | Georges Six CICM                     | wikariusz Léopoldville w latach 1934–1952                                                                      |
| 1959–1964        |        | Félix Scalais CICM                   | wikariusz Léopoldville w latach 1953–1959, następnie arcybiskup metropolita Léopoldville                       |
| 1964–1989        |        | Joseph Albert Malula                 | arcybiskup metropolita Léopoldville w latach 1964–1966, od 1966 arcybiskup metropolita Kinszasy, kardynał      |
| 1990–2007        |        | Frédéric Etsou-Nzabi-Bamungwabi CICM | arcybiskup metropolita Kinszasy, kardynał                                                                      |
| 2007–2018        |        | Laurent Monsengwo Pasinya            | arcybiskup metropolita Kinszasy, kardynał                                                                      |
| od 2018          |        | Fridolin Ambongo OFMCap              | arcybiskup metropolita Kinszasy, kardynał                                                                      |

### Biskupi pomocniczy
| Lata urzędowania | Biskup | Biskup                        | Uwagi |  |
| ---------------- | ------ | ----------------------------- | --- |  |
| 1924–1926        |        | Noël de Cleene CICM           | koadiutor, następnie wikariusz apostolski Léopoldville                                                              |  |
| 1959–1964        |        | Joseph Albert Malula          | następnie arcybiskup metropolita Léopoldville w latach 1964–1966, od 1966 arcybiskup metropolita Kinszasy, kardynał |  |
| 1970–1991        |        | Eugène Moke                   | |  |
| 1970–1991        |        | Tharcisse Tshibangu           | |  |
| 1999–2008        |        | Daniel Nlandu                 | następnie biskup diecezjalny Matadi                                                                                 |  |
| 1999–2009        |        | Dominique Bulamatari          | następnie biskup diecezjalny Molegbe                                                                                |  |
| 2000–2022        |        | Edouard Kisonga SSS           | |  |
| 2012–2013        |        | Sébastien Muyengo             | następnie biskup diecezjalny Uviry                                                                                  |  |
| 2012–2016        |        | Timothée Bodika PSS           | następnie biskup diecezjalny Kikwit                                                                                 |  |
| 2015–2018        |        | Donatien Bafuidinsoni SJ      | następnie biskup diecezjalny Inongo                                                                                 |  |
| 2015–2018        |        | Jean-Pierre Kwambamba         | następnie biskup diecezjalny Kenge                                                                                  |  |
| 2018             |        | Fridolin Ambongo OFMCap       | koadiutor, następnie arcybiskup metropolita Kinszasy, kardynał                                                      |  |
| 2020–2022        |        | Jean-Crispin Kimbeni Ki Kanda | następnie biskup diecezjalny Kisantu                                                                                |  |
| 2020–2022        |        | Vincent Tshomba Shamba Kotsho | następnie biskup diecezjalny Tshumbe                                                                                |  |
| od 2020          |        | Charles Ndaka Salabisala      | |  |
| od 2023          |        | Edouard Tsimba Ngoma CICM     | |  |
| od 2023          |        | Edouard Isango Nkoyo          | |  |